# Philippe Lavil
Philippe Lavil (Fort-de-France, 26 settembre 1947) è un cantante e chitarrista francese.

## Biografia
All'anagrafe Philippe Durand de la Villejegu du Fresnay, appartiene a un'agiata famiglia di origine bretone, trapiantata in Martinica dal XVIII secolo. Si è trasferito in Francia coi genitori all'età di 13 anni. Il suo talento canoro è stato scoperto nel 1960 dal cantante neozelandese Graeme Allwright, che a quel tempo insegnava inglese nelle scuole in Francia ed ebbe tra i suoi studenti anche Lavil.
Ha inciso il suo primo album nel 1970, ma il grande successo è arrivato nel decennio successivo coi singoli Il tape sur des bambous (oltre un milione e mezzo di copie vendute), Rio, San Miguel, Elle préfère l'amour en mer.

## Discografia parziale

### Album
- 1989: Nonchalances
- 1992: Y a plus d'hiver
- 1994: Déménage
- 1996: Un zest of
- 1997: Ailleurs, c'est toujours l'idéal
- 2002: Retour à la case créole
- 2007: Calypso

### Singoli
- 1970: Avec les filles je ne sais pas
- 1971: Nanas et Nanas
- 1971: Un poquito d'amor
- 1971: Plus j'en ai, plus j'en veux
- 1976: Heure locale
- 1982: Il tape sur des bambous
- 1984: Jamaicaine
- 1985: Elle préfère l'amour en mer
- 1988: Kolé Séré
- 1989: La Chica de Cuba
- 1991: De Bretagne ou d'ailleurs
- 1994: Jules apprend